# Sous-district de Tulkarem

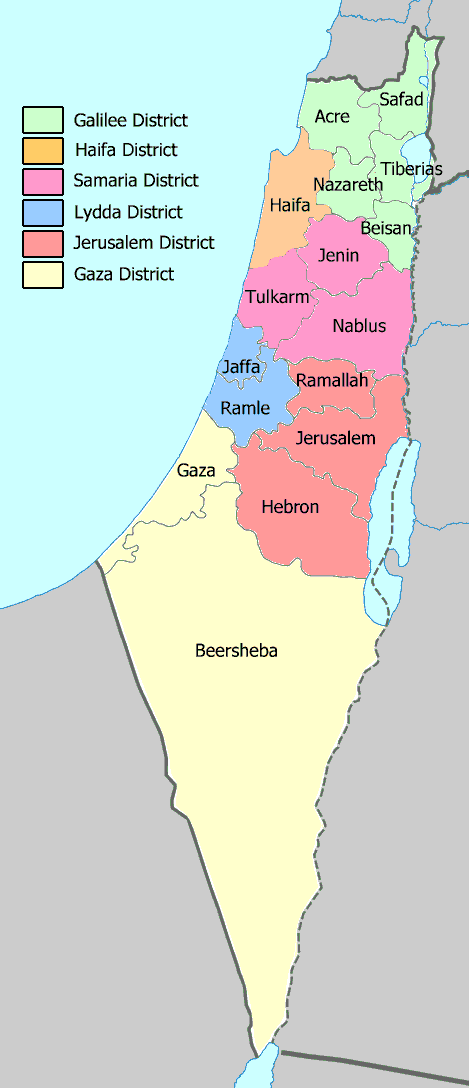
Les districts et sous-districts de la Palestine mandataire en 1945.

Le district de Tulkarem (anglais : Tulkarm Subdistrict ; arabe : قضاء طولكرم ; hébreu : נפת טולכרם) était un sous-district de Palestine mandataire qui comprenait le chef-lieu Tulkarem et ses alentours. Le sous-district disparaît après la guerre israélo-arabe de 1948-1949, sa partie ouest intégrant le district centre d'Israël et sa partie est intégrant la Cisjordanie annexée par la Jordanie de 1948 à 1967. La partie est est aujourd'hui en grande partie rattachée au gouvernorat de Tulkarem de l'État de Palestine.

## Villes et villages dépeuplés
(localités actuelles entre parenthèses)
| - Khirbat Bayt Lid (Nordia) - Bayyarat Hannun - Fardisya (proximité de Sha'ar Efraim) - Ghabat Kafr Sur (Beit Yehoshua, Kfar Neter, Tel Yitzhak) - al-Jalama (Lahavot Chaviva) - Kafr Saba (Beyt Berl, HaKramim (quartier de Modiin-Maccabim-Reout), Neve Yamin) - Khirbat al-Majdal (Sde Yitzhak) - al-Manshiyya (Ahituv, Ein HaHoresh, Givat Haim) - Miska (Mishmeret, Sde Warburg) | - Qaqun (Gan Yoshiya, Haniel, HaMa'apil, Olesh, Ometz, Yikon) - Raml Zayta (Sde Yitzhak) - Tabsur ou Khirbat Assun (banlieue de Batzra, Ra'anana) - Umm Khalid (banlieues de Netanya) - Wadi al-Hawarith (Geulei Teiman, Kfar Haroeh, Kfar Vitkin) - Wadi Qabbani - Khirbat al-Zababida - Khirbat Zalafa (Givat Oz) |